# Pieter van de Venne

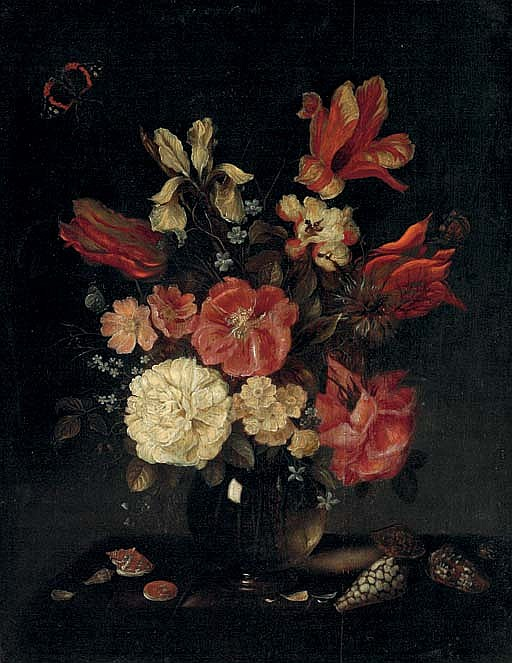
Rozen, tulpen, een iris, vergeet-me-nietjes en andere bloemen in een vaas, met schelpen op een tafel en een rode Atalanta. 1640-1657. Amsterdam, Christie's (6 mei 2008).

Pieter van de Venne (ook van der Venne) (Middelburg, ? – begraven Den Haag, 5 september 1657) was een Nederlands schilder.
Zowel historische als moderne bronnen zijn niet eenduidig over de biografische gegevens van deze schilder. Het RKD geeft voor hem als geboortedatum: 30 juni 1624. Tevens wordt hij beschouwd als een zoon en leerling van Adriaen Pietersz. van de Venne en als de oudere broer van Huijbregt van de Venne. Omstreeks 1640 zou hij zich vestigen in Den Haag, waar hij lid was van het Sint-Lucasgilde. 
Meer eenduidige in diverse bronnen is dat een Pieter van de Venne betrokken was bij de oprichting van de Confrerie Pictura, als afsplitsing van het Lucasgilde, in 1656. 
Van de Venne wordt gezien als een bescheiden meester uit zijn periode. Van hem zijn stillevens bekend met het thema bloemen, schelpen en groenten en fruit.

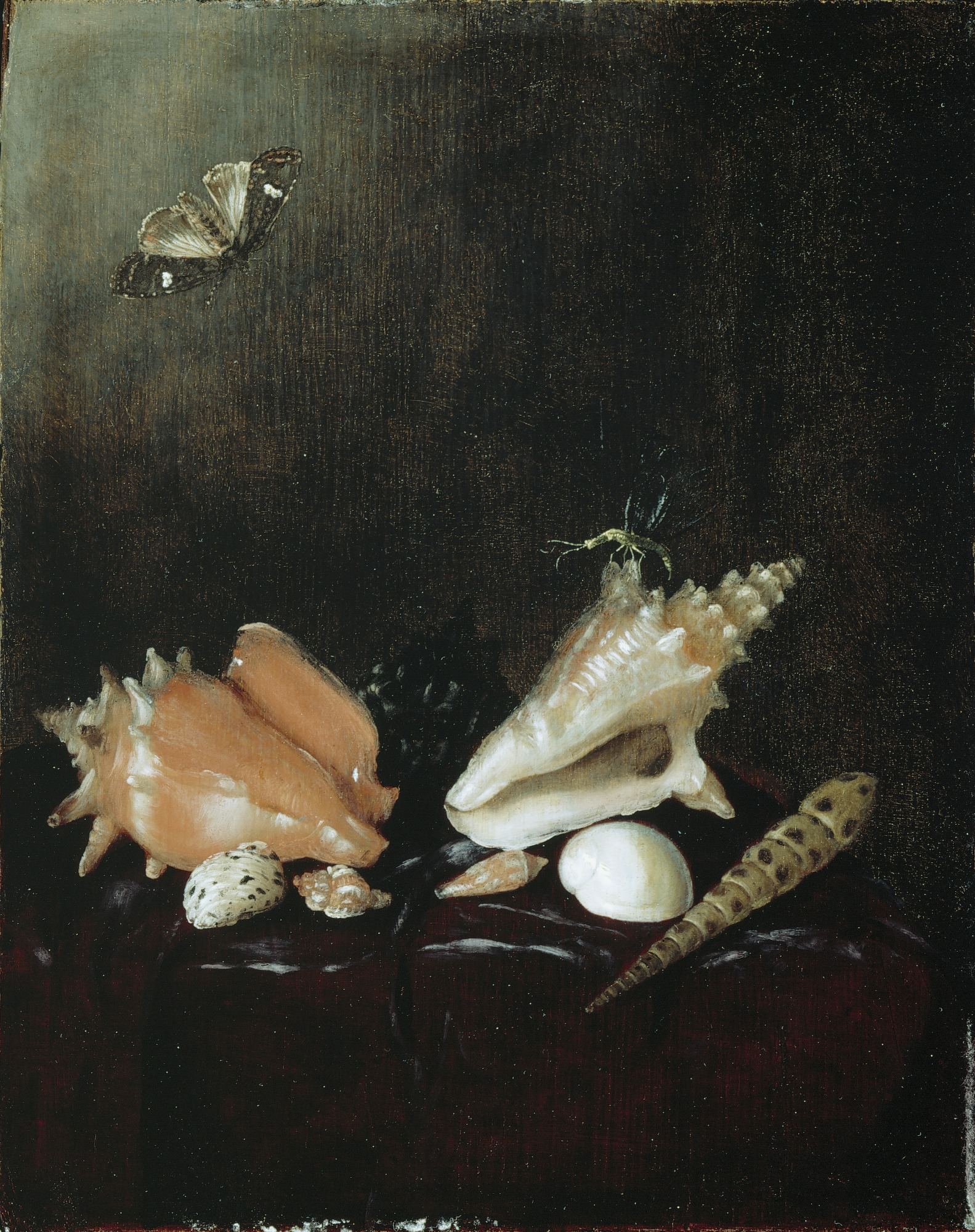
Stilleven met schelpen en insecten (1656). Collectie: Detroit Institute of Art

## Alternatief
De Benezit Dictionary of Artists benoemd dat Pieter van de Venne in Den Haag studeerde onder Evert van der Maes in 1618. Gezien de leeftijd van Adriaen van de Venne op dat moment, negenentwintig' is het volgens Benezit aannemelijker dat Pieter een jongere broer is van Adriaen..
Uit: De levens en werken der Hollandsche en Vlaamsche kunstschilders, beeldhouwers, graveurs en bouwmeesters, van den vroegsten tot op onzen tijd, uit 1857, wordt een vergelijkbare theorie aangehouden, namelijk dat Pieter een broer was van Adriaen. Maar nu vanuit de gedachte dat deze Pieter niet de vader van Adriaen zou kunnen zijn.
- Biografisch Portaal: 21096658
- Digitale Bibliotheek voor de Nederlandse Letteren: venn012
- RKD-Nederlands Instituut voor Kunstgeschiedenis: 79994
- Union List of Artist Names: 500030355
- Virtual International Authority File: 95868790
- WorldCat: E39PBJcKGPwhpjMHpf74xdRxjC